# 范五老街

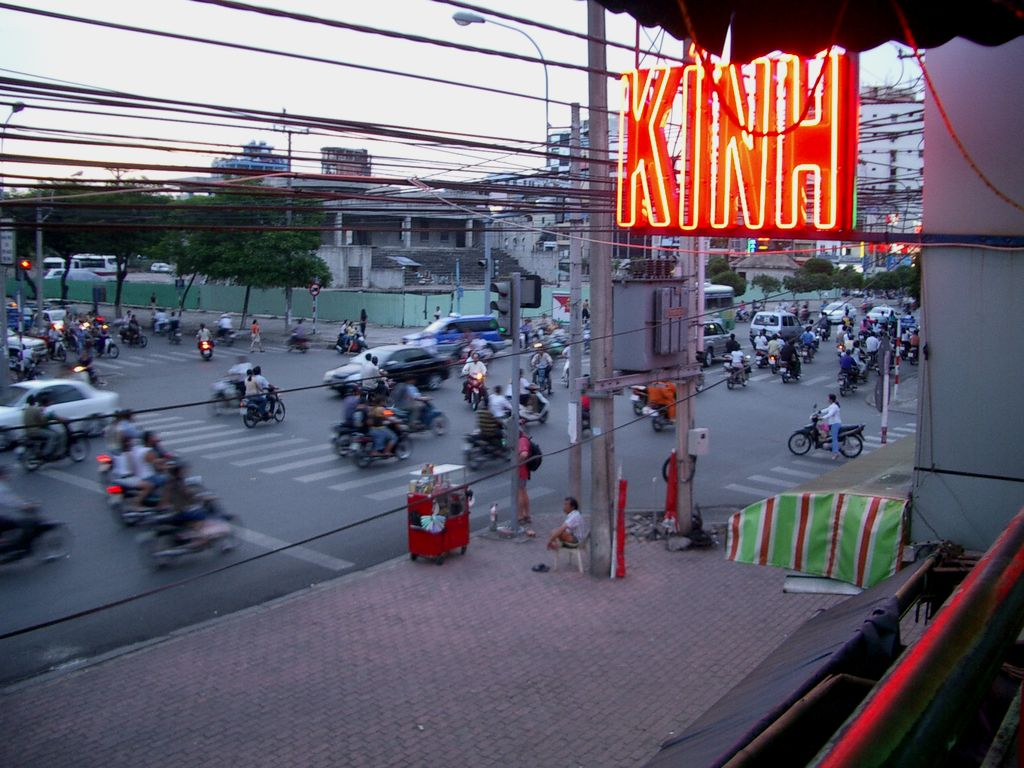
2006年的范五老街

范五老街（越南语：／），位于越南胡志明市，得名于越南民族英雄范五老。该街集中许多旅馆、餐厅、旅行社、咖啡馆，以及廉价商店，可搭機場巴士194號,晚間六時前。范五老街背包客首選便宜平價住宿、各類餐厅、旅行社、外地長程巴士等等集中，類似泰國曼谷考山路，吸引各國旅客。
10°46′04″N 106°41′43″E / 10.7679°N 106.6952°E